# Trematodon pacificus
Trematodon pacificus là một loài rêu trong họ Bruchiaceae. Loài này được Ångstr. ex Müll. Hal. mô tả khoa học đầu tiên năm 1897.